# Caso de la construcción

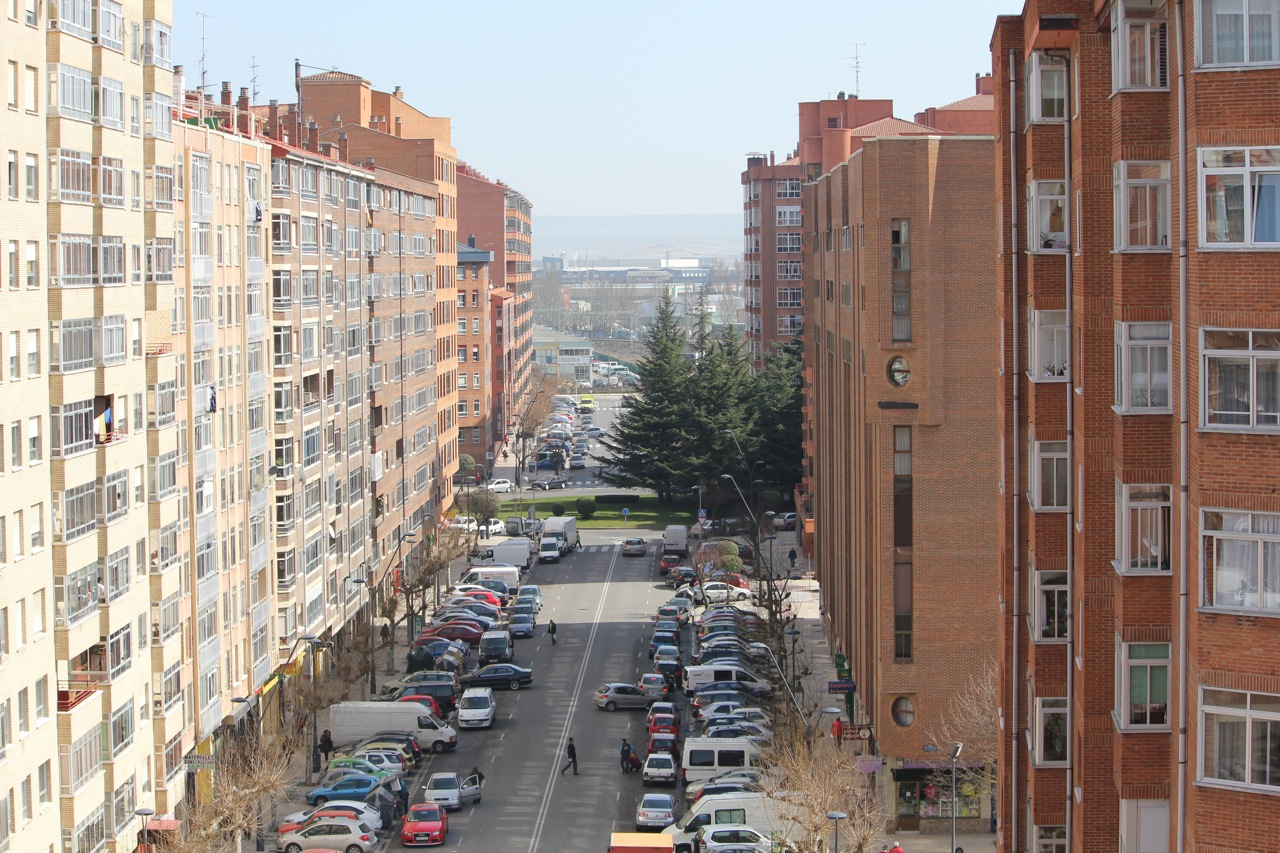
Imagen de Gamonal: Los vecinos de este barrio burgalés recordaron el 'Caso de la construcción' durante el conflicto de 2014.

El Caso de la construcción de Burgos fue un caso de corrupción urbanística en España en el ámbito del Ayuntamiento de Burgos, que se saldó en 1994 con la pena de 12 años de inhabilitación especial por delito de prevaricación continuada al exalcalde de Burgos José María Peña San Martín, por la concesión irregular de licencias municipales, y la de siete años de prisión para el constructor Antonio Méndez Pozo por falsedad documental y tres meses de arresto por desacato. El exsecretario del ayuntamiento de Burgos Esteban Corral, por complicidad en el delito de prevaricación, recibió tres años de suspensión para cargo público.

## Contexto político

### José María Peña
El economista José María Peña San Martín encabezó la lista de UCD a las elecciones municipales de 1979, consiguiendo vencer con doce escaños. El PSOE obtuvo 8 concejales; Coalición Democrática (antedecente de Alianza Popular), consiguió tres concejales; tanto el PCE como Candidatura Independiente Democrática lograron dos concejales. 
Durante los primeros años de mandato, las relaciones entre el Alcalde Peña y el constructor Méndez Pozo fueron malas.
Peña destacó por su animadversión al Partido Socialista, así como por su recelo al proceso autonómico. Durante su mandato como Alcalde, realizó acciones que mostraban su enemistad personal hacia otras instituciones.
- Debido al traslado provisional de la Junta de Castilla y León a Valladolid por parte del Presidente Demetrio Madrid, Peña y el presidente de la Diputación, Francisco Montoya, ordenaron que se retirasen del edificio del Palacio de la Isla los bienes de propiedad de ambas instituciones, así como el inmediato desalojo por la Junta. 
- Tanto el Alcalde Peña como el presidente de la Diputación, Tomás Cortés, se negaron a recibir en Burgos a autoridades autonómicas. 
- Tras la Sentencia condenatoria, requirió al Gobierno Civil para que la Policía Nacional abandonase el edificio del Palacio de la Isla, que ocupaba provisionalmente tras la destrucción de la comisaría en un atentado terrorista. 

### Elecciones municipales y autonómicas de 1987
Ante las elecciones de 1987, los intentos de acuerdo entre José María Peña y su equipo, por un lado, y el grupo provincial de Alianza Popular de Burgos para elaborar una lista electoral fracasaron. Peña negociaba a la vez con la ejecutiva provincial y con la nacional. La tensión llegó al extremo de que tanto Alianza Popular como Solución Independiente presentaron listas independientes a los comicios locales y autonómicos. La dirección nacional, a instancia de José María Aznar, ordenó retirar la lista de AP al Ayuntamiento y expedientar a sus promotores. Sin embargo, y contrariamente a lo acordado, SI mantuvo su candidatura a las Cortes de Castilla y León.
El resultado electoral en la ciudad de Burgos fue la victoria de SI, con diecisiete escaños, seguido del PSOE con ocho y CDS con dos.
Las elecciones autonómicas dieron un empate a PSOE y Alianza Popular, con 32 escaños cada partido. El único procurador de SI, Tomás Cortes, rompió el empate permitiendo entrar en el gobierno a José María Aznar.
La elección de Diputados Provinciales dio lugar a una pugna entre partidarios de Jose Luis Montes, de AP, Alcalde de Santa María del Campo y los de José María Aznar. Finalmente, José Luis Montes obtuvo la presidencia de la Diputación Provincial con los votos de dos diputados de AP (José María Martínez y el propio Montes), PSOE y CDS, frente a la candidatura de Tomás Cortés, apoyada por SI y el resto de diputados de AP.

## Denuncia a la Fiscalía
En febrero de 1988, la Federación de Empresarios de la Construcción de Burgos y la Asociación de Promotores-Constructores, presididas respectivamente por los empresarios Juan Renedo Sedano y Jesús de las Heras de Miguel, presentaron una denuncia ante la Fiscalía de Burgos contra el Alcalde José María Peña San Martin; los Tenientes de Alcalde José María Codón Herrera y Manuel Muñoz Guillén; el Delegado Territorial de la Junta de Castilla y León en Burgos, José Carracedo del Rey (exjefe del Servicio Municipal de Aguas de Burgos); el Secretario del Ayuntamiento, Esteban Corral García, y el promotor Antonio Miguel Méndez Pozo. En la denuncia se enumeraban casos de irregularidades en las concesiones de licencias de obras y en autorizaciones de aprovechamientos urbanísticos.
Méndez Pozo logró el tercer grado penitenciario al año siguiente y este caso fue citado en 2014 como uno de los detonantes de las manifestaciones en el Conflicto de Gamonal, un popular barrio de Burgos.

## Sentencia de la Audiencia Provincial de Burgos
La Sentencia consideró probado que la amistad de Peña, Codón y Muñoz Guillén con Méndez Pozo facilitó la receptividad hacia las propuestas y proyectos de este en materia de urbanismo. Esto se materializó en la puesta de su poder político al servicio de los intereses del constructor. Para ello se valieron de la mayoría municipal, frente al criterio no sólo de otros grupos municipales, sino de técnicos del Ayuntamiento.
Méndez Pozo, consiguió que el exalcalde de Burgos, los concejales y demás procesados tomasen decisiones injustas a su favor, a sabiendas de su absoluta ilegalidad, poniendo en marcha un plan urbanístico con el fin de beneficiarle en contra de otros. 
| Persona                    | Cargo                                    | Delito                                     | Pena                                                          |
| -------------------------- | ---------------------------------------- | ------------------------------------------ | ------------------------------------------------------------- |
| José María Peña San Martín | Alcalde de Burgos                        | Prevaricación                              | Doce años de inhabilitación especial para cargo público       |
| José María Peña San Martín | Alcalde de Burgos                        | Revelación de secretos                     | Seis años de suspensión de cargo público                      |
| José María Peña San Martín | Alcalde de Burgos                        | Denegación de auxilio a la Justicia        | Un año de suspensión de cargo público 30.000 pesetas de multa |
| José María Codón Herrera   | Teniente de Alcalde de Burgos hasta 1991 | Prevaricación                              | Doce años de inhabilitación especial para cargo público       |
| José María Codón Herrera   | Teniente de Alcalde de Burgos hasta 1991 | Revelación de secretos                     | Seis años de suspensión de cargo público                      |
| Manuel Muñoz Guillén       | Concejal del Ayuntamiento de Burgos      | Prevaricación                              | Doce años de inhabilitación especial para cargo público       |
| Manuel Muñoz Guillén       | Concejal del Ayuntamiento de Burgos      | Revelación de secretos                     | Seis años de suspensión de cargo público                      |
| Víctor Martínez Llorente   | Concejal del Ayuntamiento de Burgos      | Prevaricación                              | Siete años de inhabilitación especial para cargo público      |
| Esteban Corral García      | Secretario del Ayuntamiento de Burgos    | Cómplice de prevaricación                  | Tres años de inhabilitación especial para cargo público       |
| Esteban Corral García      | Secretario del Ayuntamiento de Burgos    | Revelación de secretos                     | Seis años de suspensión de cargo público                      |
| Antonio Miguel Méndez Pozo | Constructor                              | Inducción a la prevaricación               | Doce años de inhabilitación especial para cargo público       |
| Antonio Miguel Méndez Pozo | Constructor                              | Falsedad en documentos públicos y privados | Seis años de prisión menor. 300.000 pesetas de multa          |
| Antonio Miguel Méndez Pozo | Constructor                              | Falsedad en documento público              | Un año de prisión menor. 100.000 pesetas de multa             |
| Antonio Miguel Méndez Pozo | Constructor                              | Desacato                                   | Tres meses de arresto mayor                                   |

## Consecuencias políticas
Inicialmente, José María Aznar no pidió la dimisión del alcalde, si bien otros miembros del partido eran partidarios de la dimisión. Días después, Peña y Aznar se reunieron y este le pidió que dimitiera. El 25 de mayo de 1992, José María Peña presentó su dimisión como alcalde y fue sustituido provisionalmente por Francisco Javier Quintanilla. En el pleno municipal de 3 de junio se aceptó dicha dimisión, así como la de los concejales condenados, Manuel Muñoz Guillén y Víctor Martínez Llorante. También dimitieron, en solidaridad con Peña, los concejales Mariano Hervás Lara y Francisco Martínez Abascal. Valentín Niño Aragón fue elegido alcalde en sustitución del dimitido.
El 23 de septiembre de 1994, por mandato de la Audiencia Provincial de Burgos, Antonio Miguel Méndez Pozo fue detenido y trasladado a la Prisión Provincial. El Gobierno denegó la petición de indulto apoyada por 17.000 firmas.
Según aseguró el extesorero del PP Luis Bárcenas ante el juez Pablo Ruz, dicho partido pagó de su "caja B" con el equivalente a 188.000 euros al exalcalde de Burgos José María Peña tras haber sido condenado por este caso. Aznar ya era en aquel momento el máximo líder del PP. Pero su relación con Peña venía de muy atrás: de los años en los que Aznar era el líder autonómico de Castilla y León, cargo al que pudo acceder en 1987, con el voto del único parlamentario del partido de Peña de entonces, Solución Independiente, que rompió el empate entre PP y PSOE. Cuando la justicia se fijó en los manejos de Peña con Méndez Pozo, el propio Aznar fue citado como testigo. El expresidente del Gobierno declaró por escrito por estar aforado y lo hizo en favor de su aliado político. Finalmente en el 2000, el Gobierno de Aznar le indultó. Peña pudo volver a la política, esta vez como concejal de Burgos.
El constructor que fue condenado junto con Peña continuó siendo durante y tras su excarcelamiento una persona clave en la ciudad. Es dueño del principal periódico de la provincia (el Diario de Burgos) y preside la Cámara de Comercio, la Fundación Atapuerca y la Fundación Silos. Su empresa de medios de comunicación, Promecal, también gestiona la televisión autonómica de Castilla y León y sus constructoras participan en la inmensa mayoría de las grandes obras de Burgos, también en el bulevar de Gamonal que desató el conflicto de 2014.